# Atherigona mirabilis
Atherigona mirabilis este o specie de muște din genul Atherigona, familia Muscidae, descrisă de Deeming în anul 1971. Conform Catalogue of Life specia Atherigona mirabilis nu are subspecii cunoscute.